# Campeonato Mundial de Esqui Alpino de 2015

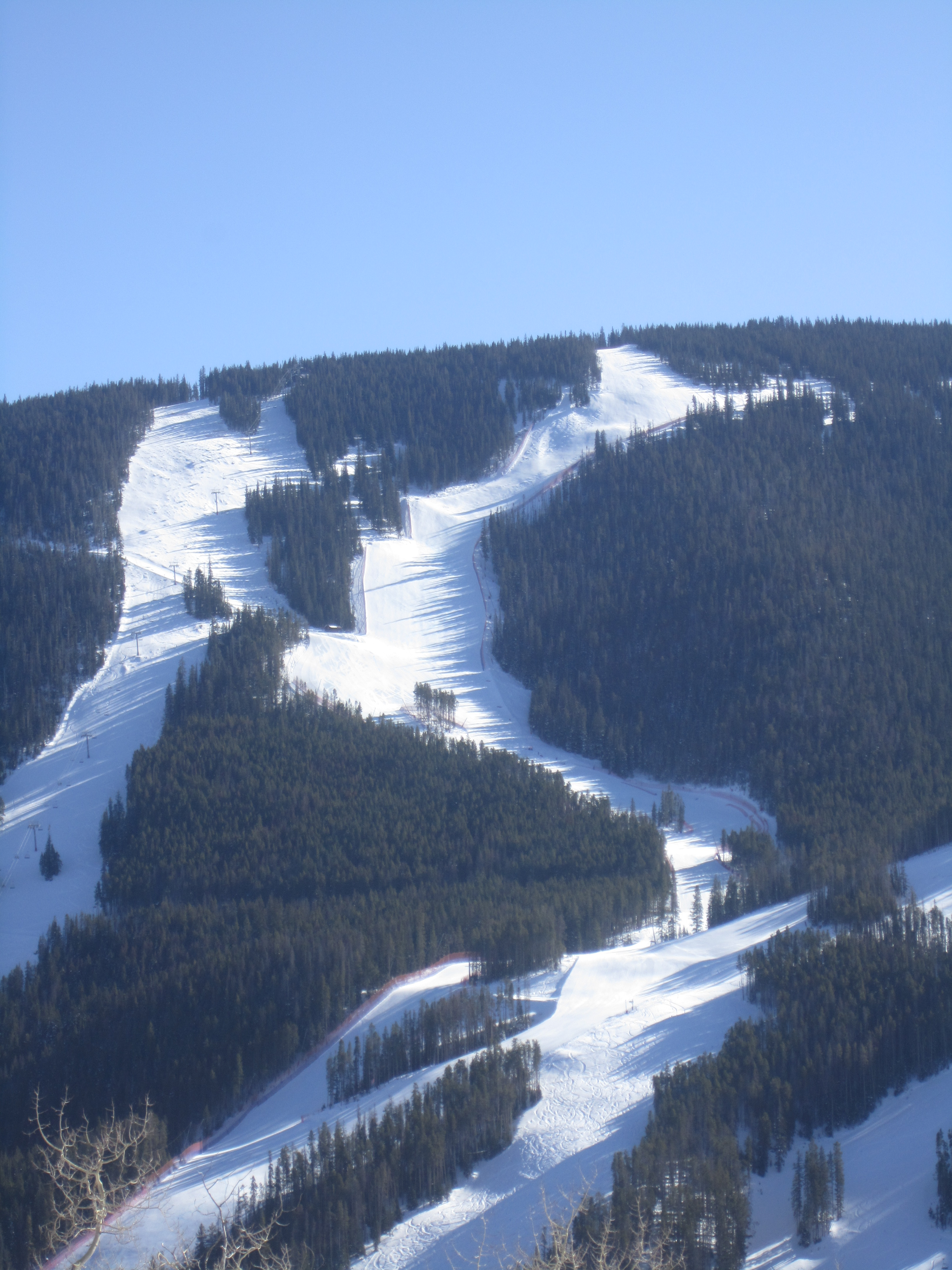
Imagem da Pista de esqui realizado nos Estados Unidos no campeonato mundial de esqui alpino de 2015

O Campeonato Mundial de Esqui Alpino de 2015 foi a 43º edição do evento, foi realizado em Vail / Beaver Creek, Colorado nos Estados Unidos, entre 2-15 de Fevereiro de 2015.

## Medalhistas

### Masculino
| Evento          | Ouro                          | Ouro    | Prata                          | Prata   | Bronze                      | Bronze  |
| --------------- | ----------------------------- | ------- | ------------------------------ | ------- | --------------------------- | ------- |
| Downhill        | Patrick Küng · Suíça          | 1:43.18 | Travis Ganong · Estados Unidos | 1:43.42 | Beat Feuz · Suíça           | 1:43.49 |
| Super-G         | Hannes Reichelt · Áustria     | 1:15.68 | Dustin Cook · Canadá           | 1:15.79 | Adrien Théaux · França      | 1:15.92 |
| Giant Slalom    | Ted Ligety · Estados Unidos   | 2:34.16 | Marcel Hirscher · Áustria      | 2:34.61 | Alexis Pinturault · França  | 2:35.04 |
| Slalom          | Jean-Baptiste Grange · França | 1:57.47 | Fritz Dopfer · Alemanha        | 1:57.82 | Felix Neureuther · Alemanha | 1:58.02 |
| Super Combinado | Marcel Hirscher · Áustria     | 2:36.10 | Kjetil Jansrud · Noruega       | 2:36.29 | Ted Ligety · Estados Unidos | 2:36.40 |

### Feminino
| Evento          | Ouro                              | Ouro    | Prata                          | Prata   | Bronze                           | Bronze  |
| --------------- | --------------------------------- | ------- | ------------------------------ | ------- | -------------------------------- | ------- |
| Downhill        | Tina Maze · Eslovênia             | 1:45.89 | Anna Fenninger · Áustria       | 1:45.91 | Lara Gut · Suíça                 | 1:46.23 |
| Super-G         | Anna Fenninger · Áustria          | 1:10.29 | Tina Maze · Eslovênia          | 1:10.32 | Lindsey Vonn · Estados Unidos    | 1:10.44 |
| Giant Slalom    | Anna Fenninger · Áustria          | 2:19.16 | Viktoria Rebensburg · Alemanha | 2:20.56 | Jessica Lindell-Vikarby · Suécia | 2:20.65 |
| Slalom          | Mikaela Shiffrin · Estados Unidos | 1:38.48 | Frida Hansdotter · Suécia      | 1:38.82 | Šárka Strachová · Chéquia        | 1:39.25 |
| Super Combinado | Tina Maze · Eslovênia             | 2:33.37 | Nicole Hosp · Áustria          | 2:33.59 | Michaela Kirchgasser · Áustria   | 2:33.72 |

### Times
| Event      | Ouro | Ouro | Prata | Prata | Bronze | Bronze |
| ---------- | --- | --- | --- | --- | --- | --- |
| Team event | Áustria · Eva-Maria Brem · Michaela Kirchgasser · Marcel Hirscher · Christoph Nösig · reservas: Nicole Hosp, Philipp Schörghofer | Áustria · Eva-Maria Brem · Michaela Kirchgasser · Marcel Hirscher · Christoph Nösig · reservas: Nicole Hosp, Philipp Schörghofer | Canadá · Candace Crawford · Erin Mielzynski · Phil Brown · Trevor Philp · reservas: Marie-Pier Préfontaine, Erik Read | Canadá · Candace Crawford · Erin Mielzynski · Phil Brown · Trevor Philp · reservas: Marie-Pier Préfontaine, Erik Read | Suécia · Maria Pietilä Holmner · Anna Swenn-Larsson · Mattias Hargin · André Myhrer · reservas: Sara Hector, Markus Larsson | Suécia · Maria Pietilä Holmner · Anna Swenn-Larsson · Mattias Hargin · André Myhrer · reservas: Sara Hector, Markus Larsson |

## Quadro de medalhas
| Ordem | País           | Medalha de ouro | Medalha de prata | Medalha de bronze | Total |
| ----- | -------------- | --------------- | ---------------- | ----------------- | ----- |
| 1     | Áustria        | 5               | 3                | 1                 | 9     |
| 2     | Estados Unidos | 2               | 1                | 2                 | 5     |
| 3     | Eslovênia      | 2               | 1                | 0                 | 3     |
| 4     | França         | 1               | 0                | 2                 | 3     |
| 4     | Suíça          | 1               | 0                | 2                 | 3     |
| 6     | Alemanha       | 0               | 2                | 1                 | 3     |
| 7     | Canadá         | 0               | 2                | 0                 | 2     |
| 8     | Suécia         | 0               | 1                | 2                 | 3     |
| 9     | Noruega        | 0               | 1                | 0                 | 1     |
| 10    | Chéquia        | 0               | 0                | 1                 | 1     |
| Total | Total          | 11              | 11               | 11                | 33    |

- País sede.